# Konstanty Iwanicki
Konstanty Iwanicki herbu własnego – cześnik nowogrodzkosiewierski w latach 1695–1703, podstarości włodzimierski w 1692 roku, sędzia grodzki włodzimierski w 1701 roku, wojski włodzimierski.
Deputat województwa wołyńskiego do rady stanu rycerskiego rokoszu łowickiego w 1697 roku.